# Tillandsia 'Showtime'
Tillandsia 'Showtime' es un  cultivar híbrido del género Tillandsia perteneciente a la familia  Bromeliaceae.
Es un híbrido creado con las especies Tillandsia bulbosa × Tillandsia streptophylla.